# (34260) 2000 QG120
2000 QG120 (asteroide 34260) é um asteroide da cintura principal. Possui uma excentricidade de 0.16330020 e uma inclinação de 4.78095º.
Este asteroide foi descoberto no dia 25 de agosto de 2000 por LINEAR em Socorro.